# Шоколадний бунт
«Шоколадний бунт» — радянський художній фільм 1990 року, знятий режисером Павлом Фаттахутдіновим на Свердловській кіностудії.

## Сюжет
Солодкий запах шоколаду наповнив місто. Річечка потемніла, вулиці міста вкрилися цукерковими фантиками. Цукровий діабет змучив усіх городян, а виробництво кондитерської фабрики розширюється. Гряде шоколадний бунт…

## У ролях
- Микола Міхєєв — Юрій Іванович
- Галина Макарова — прибиральниця
- Максим Разуваєв — Червонцев
- Ольга Посаженнікова — Євдокія Олександрівна
- Олексій Борзунов — директор школи
- Олександр Пашутін — Квазіморда
- Юрій Кочнєв — Свербеєв-молодший
- Віктор Кулюхін — роль другого плану
- Микола Лавров — Свербеєв-старший
- Тетяна Ульянкіна — Авдєєва
- Віктор Степанов — Вишневський
- Ігор Бітюцький — приятель Свербєєва
- Юрій Алексєєв — Антон Антонович, стоматолог
- В'ячеслав Кириличев — Степан Петрович
- Наталія Чуркіна — роль другого плану
- А. Ческідов — роль другого плану
- Юлія Бутакова — епізод
- Яна Аршавська — Анна
- Володимир Тарабукін — епізод
- Сергій Зубарєв — епізод
- Сергій Созінов — епізод

## Знімальна група
- Режисер — Павло Фаттахутдінов
- Сценарист — Михайло Шелєхов
- Оператор — Анатолій Лєсніков
- Композитор — Валерій Кікта
- Художник — Анатолій Пічугін